# Heinrich Barth
Heinrich Barth (Hamburgo, 16 de fevereiro de 1821 – Berlim, 25 de novembro de 1865) foi um explorador alemão.

## Carreira
Barth é considerado um dos maiores exploradores europeus da África, pois sua preparação acadêmica, capacidade de falar e escrever árabe, aprender línguas africanas e caráter significavam que ele documentou cuidadosamente os detalhes das culturas que visitou. Ele foi um dos primeiros a compreender os usos da história oral dos povos, e colecionou muitos. Ele estabeleceu amizades com governantes e estudiosos africanos durante seus cinco anos de viagem (1850-1855). Após a morte de dois companheiros europeus, ele completou suas viagens com a ajuda de africanos. Depois, ele escreveu e publicou um relato de cinco volumes de suas viagens em inglês e alemão. Foi inestimável para os estudiosos de seu tempo e desde então.

## Publicações selecionadas
- Barth, Henricus (1844). Corinthiorum commercii et mercaturae historiae particula (Doctoral Dissertation) (em latim). Berlin: Typis Unger
- Barth, Heinrich (1849). Wanderungen durch die Küstenländer des Mittelmeeres: ausgeführt in den Jahren 1845, 1846 und 1847, Volume 1 [Walks through the coastal states of the Mediterranean: executed in the years 1845, 1846 and 1847] (em alemão). Berlin: Hertz Apenas o primeiro volume foi publicado.
- Barth, Heinrich (1857–1858). Reisen und Entdeckungen in Nord- und Central-afrika in den Jahren 1849 bis 1855 (5 volumes) (em alemão). Gotha: J. Perthes Volume 1, Volume 2, Volume 3, Volume 4, Volume 5
  - Barth, Henry (1857–1858). Travels and Discoveries in North and Central Africa: being a Journal of an Expedition undertaken under the Auspices of H.B.M.'s Government, in the Years 1849–1855 ... 5 volumes. London:  Longman, Brown, Green, Longmans and Roberts. Google books: Volume 1 (1857), Volume 2 (1857), Volume 3 (1857), Volume 4 (1858), Volume 5 (1858). US-edition with less pictures. 3 volumes. New York: Harper & Brothers, 1857. Google books: Volume 1 (1857), Volume 2 (1857),Volume 3 (1859).
- Barth, H. (1860). Dr. H. Barth's reise von Trapezunt durch die nördliche hälfte Klein-Asiens nach Scutari im herbst 1858. Gotha: J. Perthes
- Barth, H. (1860). «A general historical description of the state of human society in Northern Central Africa». Journal of the Royal Geographical Society of London. 30: 112–128. JSTOR 1798293. doi:10.2307/1798293
- Barth, Heinrich (1862–1866). Sammlung und bearbeitung central-afrikanischer vokabularien; Collection of vocabularies of Central-African languages (3 Volumes) (em alemão e inglês). Gotha: Justas Perthes Volume 1, Volume 2, Volume 3
- Barth, Heinrich (1864). Reise durch das Innere der Europäischen Türkei von Rustchuk über Philippopel, Rilo (Monastir), Bitolia und den Thessalischen Olym nach Saloniki (em alemão). Berlin: Dietrich Reimer